# Длиннорылая лиманда
Длиннорылая лиманда(лат. Limanda punctatissima) — морская донная рыба семейства камбаловых. Встречается в северо-западной части Тихого океана у берегов России, Японии и Кореи.

## Описание
Средняя длина 25—28 см. Максимальная длина 40 см. Максимальная масса — 0,84 кг, по данным FishBase — 0,45 кг. Продолжительность жизни до 14 лет.
Тело уплощенное, овальной формы, типичное для камбалы. Чешуя гладкая циклоидная. Рыло вытянутое и загнутое кверху, из-за этого рыба получило своё название. На голове имеется небольшой шероховатый гребень, расположенный прямо за глазами. Спинной плавник длинный с 52—74 мягкими лучами, начинается на голове. В длинном анальном плавнике 42—53 мягких лучей. Боковая линия с 64—80 чешуйками с высоким изгибом над грудным плавником.
Окраска глазной стороны тела песочно-коричневая, с маленькими темными пятнами. Тёмные пятна есть также между лучами спинного и анального плавников. Слепая сторона тела белая, с широкими желтыми полосами у оснований спинного, анального и хвостового плавников.

## Ареал
Длиннорылая лиманда распространена в водах северо-западной части Тихого океана, в южной части Охотского моря и в Японском море. Присутствует вдоль всего побережья Приморья и у Южных Курил. На юг распространена вдоль Корейского полуострова вплоть до Пусана..

## Биология
Морская донная рыба. Совершает сезонные миграции. Зимует на глубине 150—300 м. В этот период жизни малоактивна, не питается. Весну и лето проводит вдоль побережья на глубине 5—30 м, где происходит нерест и откорм.
Нерест продолжается с мая по август с пиком в июне—июле. Плодовитость от 162 тысяч до 500 тысяч икринок, по некоторым данным до 1 млн икринок. Икра пелагическая, сферической формы, диаметром 0,66—0,87 мм. Оболочка икры и желток бесцветные, жировой капли нет.
Основу рациона составляют полихеты, реже питается мелкими донными моллюсками, ракообразными и иглокожими.

## Хозяйственное значение
Промысловая рыба России. Основной отлов производится в заливе Петра Великого и в Татарском проливе.
Ловится тралами вместе с другими видами камбал. Мясо длиннорылой камбалы отличается хорошими вкусовыми качествами. На рынках продается в свежем или замороженном виде. Делаются консервы.
В Японии также имеет промысловое значение. По-японски рыба называется Суна-гарей (яп. スナガレイ). Представлена в большом количестве на рынках Хоккайдо. Употребляется в сыром виде для сашими, а также в вареном и жареном виде.